# Тарасенко, Борис Николаевич
Борис Николаевич Тарасенко (укр. Борис Миколайович Тарасенко; 29 ноября 1933, с. Гавриловка Днепропетровской области УССР — 4 декабря 1992, Киев) — украинский советский киновед, сценарист. Кандидат искусствоведения (1973). Лауреат премии Ленинского комсомола (1978).

## Биография
Родился в семье учителя. В 1953 году окончил Днепропетровский индустриальный техникум, в 1964
году — сценарный факультет ВГИКа, в 1973 году — Академию общественных наук при ЦК КПСС.
Работал в Госкино УССР, в аппарате ЦК Компартии Украины, был сценаристом киевской студии «Укркинохроника», в 1984—1991 годах — научным сотрудником отдела киноведения Института искусствоведения, фольклористики и этнологии им. М. Т. Рыльского НАН Украины .
Автор книг: «О. П. Довженко: До 90-річчя від дня народження» (К., 1984), «Ахиллесова пята буржуазного кино» (К., 1986 , в соавт.). Упорядочил сборники «Приключения Электроника», «Уроки Александра Довженко» (К., 1982 , в соавт.).
Член Союза журналистов и кинематографистов Украины.
Покончил с собой 4 декабря 1992 г. Похоронен на Зверинецком кладбище в Киеве.
Награждён рядом медалей.

## Фильмография
Автор сценария художественного фильма «Комиссары» (1969 , в соавт. с Николаем Мащенко).
Написал сценарии нескольких документальных и научно-популярных кинолент:
- «Ветераны», «Песни встречаются в Киеве» (1967)
- Струны моей земли" (1969)
- «Там, под Соколовым» (1972)
- «Начдив Александр Пархоменко» (1977)
- «Дорогой отцов» (1978 , в соавт., Первая премия Всесоюзного конкурса в честь 60-летия Ленинского комсомола)
- «Дом мой, белый дом» (1981)
- «Слово о Киеве» (1982)
- «Мелодии Одессы» (1990) и др.